# Долни Пасарел
Вижте пояснителната страница за други значения на Пасарел.
До̀лни Пасарѐл, наричано често само Пасарел, е село в Западна България, район Панчарево на Столична община, област София.

## География
Селото се намира в югоизточната част на Столичната община, на около 22 km югоизточно от центъра на град София, в посока град Самоков, по поречието на река Искър, в подножието на югозападните склонове на Лозенска планина, на около 4 km северозападно от стената на язовир Искър.
Климатът е умереноконтинентален, почвите в землището са преобладаващо лесивирани и наносни почви. Надморската височина в центъра на селото при сградата на кметството е около 712 m, нараства на североизток до около 730 – 750 m, а към реката намалява до около 705 – 710 m.
Кратък общинският път по мост над река Искър свързва Долни Пасарел с второкласния републикански път II-82 (Костенец – Долна баня – Боровец – Самоков – село Кокаляне – София).
В землището на село Долни Пасарел се намират язовирите „Искър“ и „Пасарел“, както и язовирите „Стубела“ и „Благата вода“.
Землището на село Долни Пасарел граничи със землищата на: село Лозен на северозапад и север; село Габра на север; село Борика на север и североизток; село Венковец на изток; село Ново село на югоизток; село Злокучене на юг; село Широки дол на юг; село Горни Окол на югозапад; село Долни Окол на югозапад. Землището на село Долни Пасарел включва и землищата на бившите села Горни Пасарел, Калково и Шишманово, които села са залети от водите на открития през 1954 г. язовир Искър.
Населението на село Долни Пасарел, наброявало 1543 души при преброяването към 1934 г. и 1853 към 1956 г., намалява до 1248 към 2020 г.
При преброяването на населението към 1 февруари 2011 г., от обща численост 1272 лица, за 1197 лица е посочена принадлежност към българска етническа група, за 11 – към ромска и за останалите не е даден отговор.

## История
Традиционно част от Самоковско, селото е прехвърлено административно към общината на София през 1959 г.

## Културни и природни забележителности
- Язовир „Пасарел“
- Долнопасарелски манастир „Св. св. Петър и Павел“
- Хижа „Пейова бука“ – хижа в Плана планина; GPS координати на хижата – N 42.517305, E 23.490857[8]
- Вековен кавак
- Пасарелски параклис „Св. Георги Победоносец“ – лобното място на Димитър Списаревски
- Руини „Еврейско кале“[9]
- Руини „Ревулско кале“[10]
- Местността „Гарванец“ – природна забележителност с огромни и причудливи скални оформления надвиснали над река Искър. Защитена местност.[11]
- Поречието на река Искър, от селото до язовир Искър, е включено в „Натура 2000“. Там могат да се видят много редки и защитени животински и растителни видове.

## Редовни събития
- Официален празник на селото е 24 май. Организира се общоселски събор.
- Всяка първа неделя на месец август се провежда събор на изселените жители от селата Калково, Горни Пасарел и Шишманово. Мястото на провеждането е в местността „Стената“, намираща се на около 5 km от село Долни Пасарел.
- През 2009 г. за пръв път от 5 години се организира честване на освобождението на България от османско владичество. В тържеството участват ученици от 202-ро ОУ „Христо Ботев“, танцовата трупа на селото, както и гостуващ танцов състав от гр. София.

## Транспорт
Селото се обслужва от автобусна линия номер 3, която е част от системата на столичния градски транспорт. Началната спирка е на централния площад „Капитан Петко Войвода“ в Пасарел и крайна спирка – ул. „Гурко“ пред националния стадион „Васил Левски“. Автобусът прави връзки с метростанция „Цариградско шосе – Интер експо център“ (линия 4), метростанция „Орлов мост“ (линия 3) и метростанция "Софийски университет „Св. Климент Охридски“ (линии 1 и 4).

## Личности
- Край с. Долни Пасарел е загинал летецът-изтребител Димитър Списаревски.

## Спорт
Местният футболен отбор се нарича „Урвич 1960“ и е основан през 1960 г. За него е играл бившият футболист на Левски (София) и бивш кмет на селото Георги Славчев.
- Мостът, вековният кавак и центърът на Пасарел
- Мостът през река Искър на влизане в Пасарел
- Лозенска планина – проходът Влаковете на спускане в Пасарел